# اندی دانکن (بازیکن فوتبال، زاده ۱۹۱۱)
اندی دانکن (انگلیسی: Andy Duncan; ۲۵ ژانویهٔ ۱۹۱۱ – ۱۰ اکتبر ۱۹۸۳) بازیکن فوتبال اهل بریتانیا بود.
از باشگاه‌هایی که در آن بازی کرده است می‌توان به باشگاه فوتبال چلمزفورد سیتی، باشگاه فوتبال هال سیتی، باشگاه فوتبال دامبرتون، و باشگاه فوتبال تاتنهام هاتسپر اشاره کرد.